# Tình yêu dối lừa
Tình yêu dối lừa là một bộ phim truyền hình được thực hiện bởi M&T Pictures do Trần Ngọc Phong làm đạo diễn. Phim phát sóng vào lúc 20h00 từ thứ 2 đến thứ 7 hàng tuần bắt đầu từ ngày 14 tháng 2 năm 2023 và kết thúc vào ngày 5 tháng 4 năm 2023 trên kênh THVL1.

## Nội dung
Tình yêu dối lừa xoay quanh chuyện tình oan trái xen lẫn hận thù của Khánh My (Bích Ngọc) và Việt Bách (Anh Tài). Khánh My bước vào chuỗi ngày tăm tối từ khi mẹ mất. Cô được cha ruột – Hoàng Nam (Trung Dũng) đón về nhà ở cùng các anh chị em cùng cha khác mẹ. Từ đây, cô liên tiếp bị Hoàng Minh (Dũng Bino) và Hoàng Vân (Ngô Phương Anh) chèn ép, hãm hại.

## Diễn viên
- Anh Tài trong vai Việt Bách[6]
- Bích Ngọc trong vai Khánh My[7]
- Nguyễn Quốc Trường Thịnh trong vai Khải Quốc
- Đàm Phương Linh trong vai Minh Thư
- Trung Dũng trong vai Ông Hoàng Nam
- Đào Vân Anh trong vai Bà Nga
- Dũng Bino trong vai Hoàng Minh
- Ngô Phương Anh trong vai Hoàng Vân
- Kiều Trinh trong vai Dì Hoa
- Hoàng Trinh trong vai Bà Lan
- Huỳnh Quý trong vai Huy
- Nhi Katy trong vai Tú
- Cao Hoàng trong vai Ông Hoàng
- Thành Khôn trong vai Gia Bảo
- Huỳnh Trang Nhi trong vai Bà Hằng
- Huy Cường trong vai Ông Bá
- Mai Cát Vi trong vai Khánh My (lúc nhỏ)
- Quốc Vũ trong vai Việt Bách (lúc nhỏ)
- Hữu Khang trong vai Hoàng Minh (lúc nhỏ)
- Mỹ Ngân trong vai Hoàng Vân (lúc nhỏ)

Cùng một số diễn viên khác....

## Ca khúc trong phim
Bài hát trong phim là ca khúc "Lỗi do anh mà" do Đỗ Thụy Khanh sáng tác và Anh Tài thể hiện.

## Giải thưởng
| Năm  | Giải thưởng   | Hạng mục                                | (Người) đề cử   | Kết quả   | Tham khảo |
| ---- | ------------- | --------------------------------------- | --------------- | --------- | --------- |
| 2023 | Ngôi Sao Xanh | Gương mặt truyền hình triển vọng        | Mỹ Ngân         | Đoạt giải | [ 8 ]     |
| 2023 | Ngôi Sao Xanh | Phim truyền hình xuất sắc nhất          | —               | Đề cử     | [ 9 ]     |
| 2023 | Ngôi Sao Xanh | Đạo diễn xuất sắc nhất                  | Trần Ngọc Phong | Đề cử     | [ 9 ]     |
| 2023 | Ngôi Sao Xanh | Nam diễn viên truyền hình xuất sắc nhất | Anh Tài         | Đề cử     | [ 9 ]     |
| 2023 | Ngôi Sao Xanh | Nữ diễn viên truyền hình xuất sắc nhất  | Bích Ngọc       | Đề cử     | [ 9 ]     |
| 2023 | Ngôi Sao Xanh | Nữ diễn viên truyền hình xuất sắc nhất  | Ngô Phương Anh  | Đề cử     | [ 9 ]     |